# Overcooked 2
Overcooked 2 (estilizado como Overcooked! 2) es un videojuego de simulación de cocina cooperativo desarrollado por Team17 junto con Ghost Town Games, y publicado por Team17. La secuela de Overcooked! Se lanzó para Microsoft Windows, Nintendo Switch, PlayStation 4 y Xbox One el 7 de agosto de 2018. Overcooked: All You Can Eat, un videojuego recopilatorio que incluye Overcooked y Overcooked 2, fue lanzado para PlayStation 5 y Xbox Series X/S.

## Jugabilidad
En el juego de simulación de cocina Overcooked 2, equipos de hasta cuatro jugadores preparan y cocinan pedidos de forma cooperativa en restaurantes absurdos. Los jugadores recogen, pican y cocinan ingredientes, los combinan en platos, sirven platos y lavan platos. Entre coordinar pedidos cortos y toparse con los personajes de los demás, el juego tiende a abrumar. La secuela se basa en el videojuego original, que se lanzó en 2016, con nuevos niveles interactivos, temas de restaurantes, disfraces de chef y recetas. Algunos niveles tienen pisos móviles y otros obstáculos que complican el proceso de cocción, incluidos portales, pasillos móviles e incendios intransitables. Otros niveles hacen la transición entre escenarios y recetas, como uno que comienza con la preparación de ensaladas en un globo aerostático y termina en un aterrizaje forzoso en una cocina de sushi. La secuela introduce el lanzamiento de ingredientes, de modo que los jugadores pueden lanzar artículos a otro chef o una olla desde lejos, y el modo multijugador en línea, en el que los equipos pueden conectarse a través de una red inalámbrica local o mediante el emparejamiento en línea.

## Desarrollo
Overcooked 2 se lanzó en las plataformas Nintendo Switch, PlayStation 4, Windows y Xbox One el 7 de agosto de 2018. Fue desarrollado por Team17 junto con Ghost Town Games y publicado por Team17. Se anunció un mes antes, en el E3 2018. Sobre el juego base, los desarrolladores crearon contenido adicional cosmético, como un disfraz de personaje de ornitorrinco exclusivo para el lanzamiento de Nintendo Switch y un paquete de otros disfraces de personajes como bonificación de pre-pedido.
En 2023, Overcooked 2 lanzó una actualización de Halloween que añadió nuevos disfraces y recetas temáticas. Sin embargo, algunos jugadores reportaron problemas con la conectividad en línea debido a parches desactualizados. Los desarrolladores lanzaron una actualización en 2024 para resolver estos problemas.

## Recepción
Según el sitio web del agregador de reseñas Metacritic, la versión de Xbox One tiene una puntuación de 83 sobre 100, las versiones de PS4 y Switch tienen puntuaciones de 81 sobre 100, y la versión para PC tiene una puntuación de 80 sobre 100.

### Reconocimientos
| Año  | Premio                                                | Categoría                                     | Resultado |
| ---- | ----------------------------------------------------- | --------------------------------------------- | --------- |
| 2018 | Game Critics Awards                                   | Best Family/Social Game                       | Ganador   |
| 2018 | Game Critics Awards                                   | Best Independent Game                         | Nominado  |
| 2018 | Golden Joystick Award                                 | Best Co-operative Game                        | Nominado  |
| 2018 | The Game Awards 2018                                  | Best Family Game                              | Ganador   |
| 2018 | Gamers' Choice Awards                                 | Fan Favorite Family-Friendly Multiplayer Game | Nominado  |
| 2018 | Australian Games Awards                               | Family/Kids Title of the Year                 | Nominado  |
| 2019 | National Academy of Video Game Trade Reviewers Awards | Control Design, 2D or Limited 3D              | Nominado  |
| 2019 | National Academy of Video Game Trade Reviewers Awards | Game, Franchise Family                        | Nominado  |
| 2019 | SXSW Gaming Awards                                    | Excellence in Multiplayer                     | Nominado  |
| 2019 | British Academy Games Awards                          | British Game                                  | Nominado  |
| 2019 | British Academy Games Awards                          | Family                                        | Nominado  |
| 2019 | British Academy Games Awards                          | Multiplayer                                   | Nominado  |
| 2019 | Italian Video Game Awards                             | Best Family Game                              | Nominado  |
| 2019 | Develop:Star Awards                                   | Game of the Year                              | Ganador   |
| 2019 | The Independent Game Developers' Association Awards   | Best Social Game                              | Nominado  |